# Estación Pinheiros

La Estación Integrada Pinheiros es una Estación ferroviaria y de metropolitano que pertenece a la Línea 9 - Esmeralda y totalmente integrada físicamente con la Línea 4 - Amarilla. Está ubicada en Pinheiros, distrito de la ciudad brasileña de São Paulo.

## Historia

### Estación de laLínea 9 de CPTM
La estación de Pinheiros fue inaugurada, con instalaciones provisorias, por la Estrada de Ferro Sorocabana (EFS), junto con el ramal de Jurubatuba, el 25 de enero de 1957. Las instalaciones definitivas fueron inauguradas en 1958. En el año 1971 la FEPASA tomó la EFS e inició un programa de modernización del ramal de Jurubatuba, siendo la estación de Pinheiros reconstruida e reinaugurada el 4 de mayo de 1981. La estación fue transferida para la Compañía Paulista de Trenes Metropolitanos en 1996.
| Sigla | Estación  | Inauguración        | Integración                                                           | Plataformas | Posición    | Comentarios                                                             |
| ----- | --------- | ------------------- | --------------------------------------------------------------------- | ----------- | ----------- | ----------------------------------------------------------------------- |
| PIN   | Pinheiros | 25 de enero de 1957 | Bilhete Único de SPTrans - futura integración con la Línea 4-Amarilla | Central     | Superficial | Estación reconstruida por la FEPASA y reinaugurada el 4 de mayo de 1981 |

### Estación de laLínea 4 del Metrô
Proyectada por el Metro de São Paulo desde la década del 70, la estación Pinheiros del metro está en obras desde septiembre del 2004.
La estación se encuentra al lado de la futura Terminal Pinheiros de Ómnibus, que deberá ser la primera de la ciudad con garaje para los usuarios.

Durante las obras de construcción de la estación, en enero del 2007, fue registrado el accidente más grave de la historia del Metro de São Paulo. Una gran parte del túnel de acceso a la construcción de la estación Pinheiros se desmoronó, abriendo un cráter de más de ochenta metros de diámetro. Seis personas murieron en el accidente. Varias casas condenadas y diversos vehículos fueron tragados por el cráter, incluso un microbús que pasaba por la región en el instante exacto del accidente.
Después del accidente, las obras estuvieron paralizadas hasta mayo del 2008. En ese período, el pronóstico para su inauguración pasó a ser 2011 o 2012, pero el 9 de mayo del 2008 fue anunciado que el pronóstico oficial volvería a ser a inicios del 2010. El pronóstico actual es de que la estación sea inaugurada en noviembre/diciembre del 2010.
| Sigla | Estación  | Integración                           | Plataformas | Posición    | Comentarios                      |
| ----- | --------- | ------------------------------------- | ----------- | ----------- | -------------------------------- |
| PIN   | Pinheiros | Integración con la Línea 9-Esmeralda. | Laterales   | Subterránea | Inaugurada en 16 de mayo de 2011 |